# Campionato del mondo di calcio da tavolo 2006 - Categoria squadre veterans
Il Campionato del Mondo di Calcio da tavolo di Dortmund in Germania.
Fasi di qualificazione ed eliminazione diretta della gara a squadre della Categoria Veterans (18 giugno).
Per la classifica finale vedi Classifica.
Per le qualificazioni delle altre categorie:
- individuale Open
- squadre Open
- individuale Under19
- squadre Under19
- individuale Under15
- squadre Under15
- individuale Veterans
- individuale Femminile
- squadre Femminile

## Girone 1
- Italia  -  Svizzera 4-0
- Inghilterra  -  Germania 2-2
- Inghilterra  -  Spagna 1-1
- Germania  -  Svizzera 4-0
- Italia  -  Spagna 2-1
- Inghilterra  -  Svizzera 4-0
- Italia  -  Germania 2-0
- Spagna  -  Svizzera 3-1
- Italia  -  Inghilterra 2-1
- Germania  -  Spagna 2-2

## Girone 2
- Francia  -  Grecia 4-0
- Austria  -  Belgio 2-0
- Belgio  -  Paesi Bassi 3-0
- Austria  -  Grecia 3-0
- Francia  -  Paesi Bassi 4-0
- Belgio  -  Grecia 2-0
- Austria  -  Francia 1-0
- Grecia  -  Paesi Bassi 4-0
- Belgio  -  Francia 2-1
- Austria  -  Paesi Bassi 3-1

## Semifinali
- Italia  -  Belgio 3-0
- Inghilterra  -  Austria 1-2

## Finale
- Italia  -  Austria 2-2

| Massimiliano Schiavone | Gerhard Ecker     | 1-2 |
| Enrico Tecchiati       | Michael Hasieber  | 1-2 |
| Severino Gara          | Horst Deimel      | 1-0 |
| Renzo Frignani         | Günther Bamberzky | 2-0 |